# Lagostominae
Se denomina comúnmente lagostominos (Lagostominae) a una subfamilia de roedores caviomorfos que integra la familia de los chinchíllidos. Está compuesta por 3 géneros, todos endémicos de Sudamérica, con una única especie viviente, la vizcacha de las pampas (Lagostomus maximus).

## Taxonomía
Descripción original
Esta subfamilia fue descrita originalmente en el año 1922 por el zoólogo inglés Reginald Innes Pocock.
Historia taxonómica y relaciones filogenéticas
La aparición de la subfamilia Lagostominae ocurrió durante el Mioceno temprano continuando hasta el presente.
Caracterización
Esta subfamilia fue identificada sobre la base de caracteres anatómicos externos y rasgos osteológicos.
El análisis filogenético indica que la caracterización de esta subfamilia se estructura sobre las siguientes sinapomorfías: el hipoflexo/hipofléxido es de forma recta; en los molares superiores, la relación entre el diámetro transverso y anteroposterior es menor a 1; en los inferiores, la relación entre el diámetro transverso y anteroposterior se ubica entre 1,7 y 2,3; finalmente, la cara anterior de los molares inferiores no presenta esmalte en la mitad labial, estando presente en la mitad lingual.
Subdivisión
Esta subfamilia se compone de 3 géneros, 2 compuestos por especies extintas y el tercero integrado por numerosas especies extintas y una única especie viviente:
- Pliolagostomus Ameghino, 1887[4] †
- Prolagostomus Ameghino, 1887[4] †
- Lagostomus Brookes, 1828[5]

La única especie viviente de toda la subfamilia es la vizcacha común, de las pampas o de llanura —Lagostomus maximus (Desmarest, 1817)—, distribuida desde el sudeste de Bolivia y el oeste del Paraguay, por todo el centro y norte de la Argentina, hasta la parte septentrional de la Patagonia.
Si bien el género Eoviscaccia —el cual tampoco cuenta con representantes vivientes— fue tradicionalmente incluido en Lagostominae, en el año 2016 fue provisoriamente escindido de esta subfamilia, siendo tratado como un clado basal respecto al resto de los componentes de la familia de los chinchíllidos, constituyendo el stem de esa familia.